# 坂根義久
坂根 義久（さかね よしひさ、 1927年2月8日 - 1984年12月4日）は、日本の歴史学者。専門は日本近代史（外交史）。東京都出身。

## 略歴
1949年に東京第二師範学校を卒業後、東京教育大学附属駒場高等学校教諭。1956年、國學院大學文学部第二部史学科卒業、1960年同大学院修士課程修了、1965年同大学院博士後期課程満期退学。

## 著書

### 単著
- 『出題者が狙う日本史 歴史的意味を理解せよ』（協同出版、1977年）
- 『明治外交と青木周蔵』 （刀水書房、1985年）

### 注解書
- 『青木周蔵自伝』（平凡社東洋文庫、初版1970年）